# Stratocumulus
Stratocumulus (abreviere Sc) este un gen de nori sub formă de banc, gramadă sau pătura de culoare gri sau albicioși cu unele parți sumbre. Norii stratocumulus sunt constituiți din picături de apă sau zăpadă grăunțoasă. Prezintă precipitații continue sub formă de burniță, ploaie de intensitate slabă sau ninsoare de intensitate slabă.

## Specii
- Stratocumulus stratiformis (Sc str) - nori de altitudine joasă, care se prezintă sub formă de pânză cumuliformă.
- 'Stratocumulus lenticularis (Sc len) - nori de altitudine joasă, care se prezintă sub formă de lentile alungite.
- Stratocumulus castellanus (Sc cas) - nori de altitudine joasă, care se prezintă sub formă de creneluri.

### Varietăți
- Funcție de opacitate, dar acestea sunt asociate doar cu specia stratocumulus stratiformis: translucidus, perlucidus, opacus.
- Funcție de formă: radiatus (doar la specia stratiformis), duplicatus, undulatus, (duplicatus și undulatus se întâlnesc doar la speciile stratiformis și lenticularis), lacunosus (la speciile stratiformis și castellanus).

#### Particularități
- Funcție de precipitații: virga, precipitațio.
- Nori accesori: mamma.

## Galerie foto

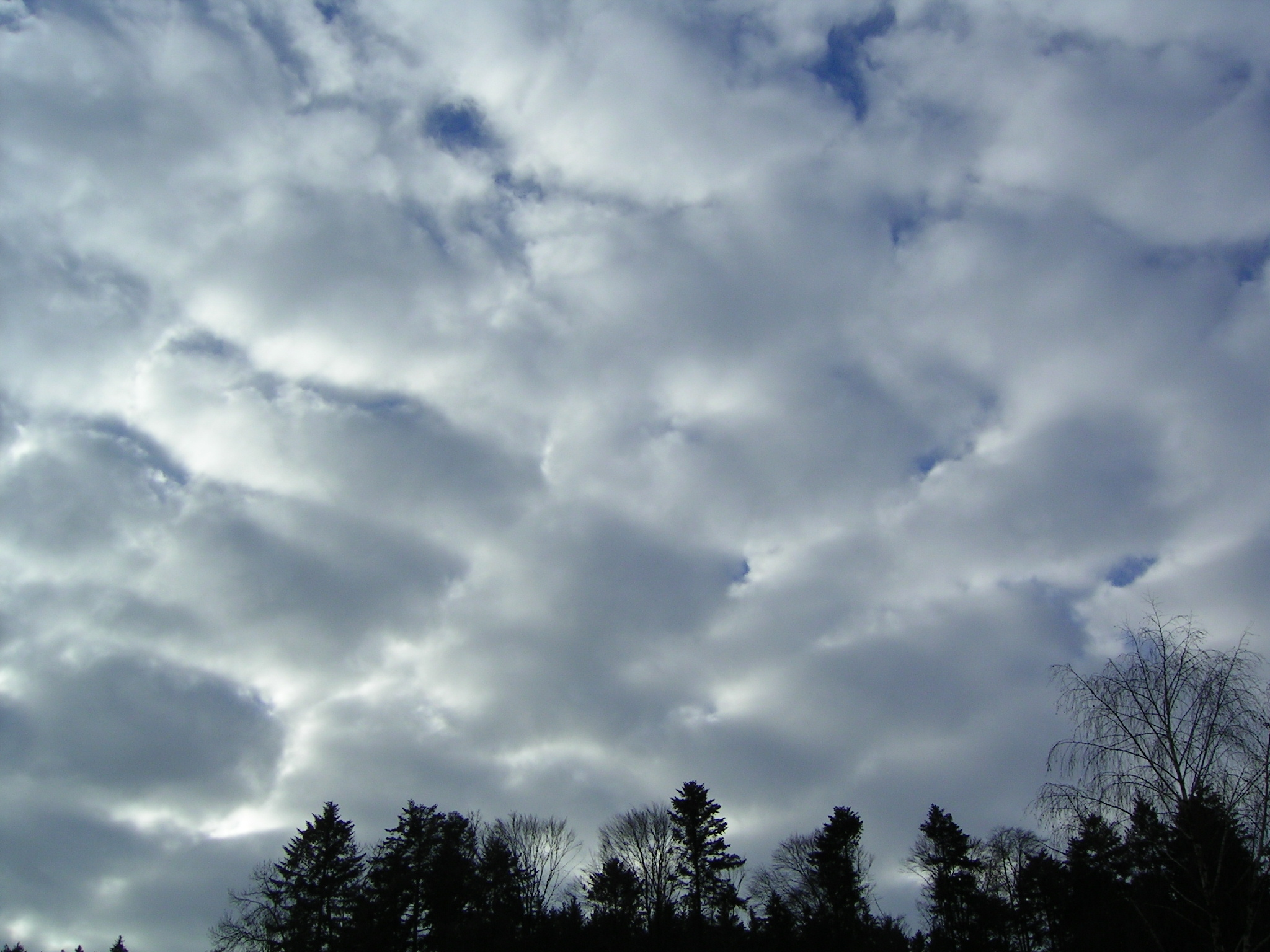
Stratocumulus stratiformis
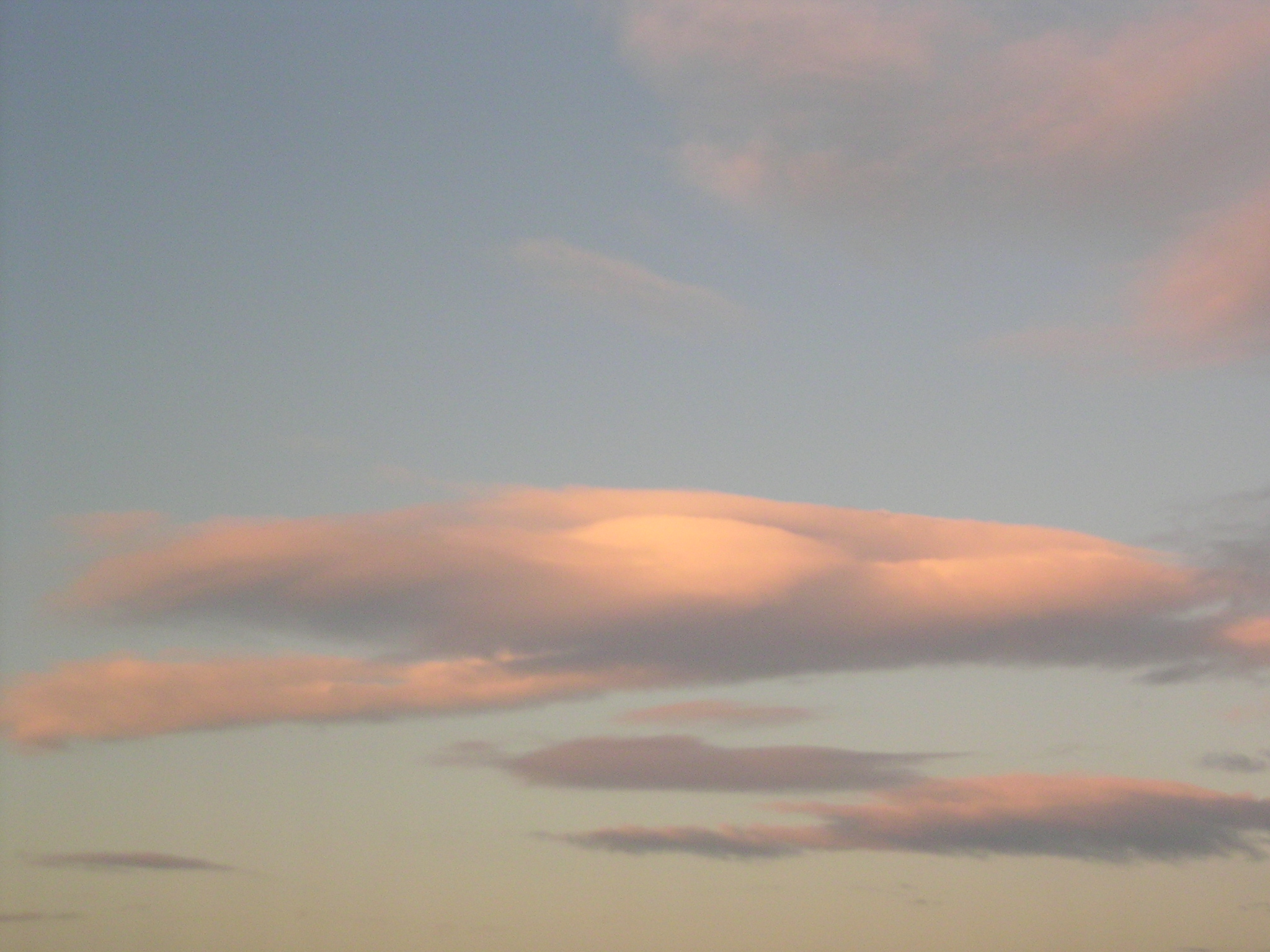
Stratocumulus lenticularis
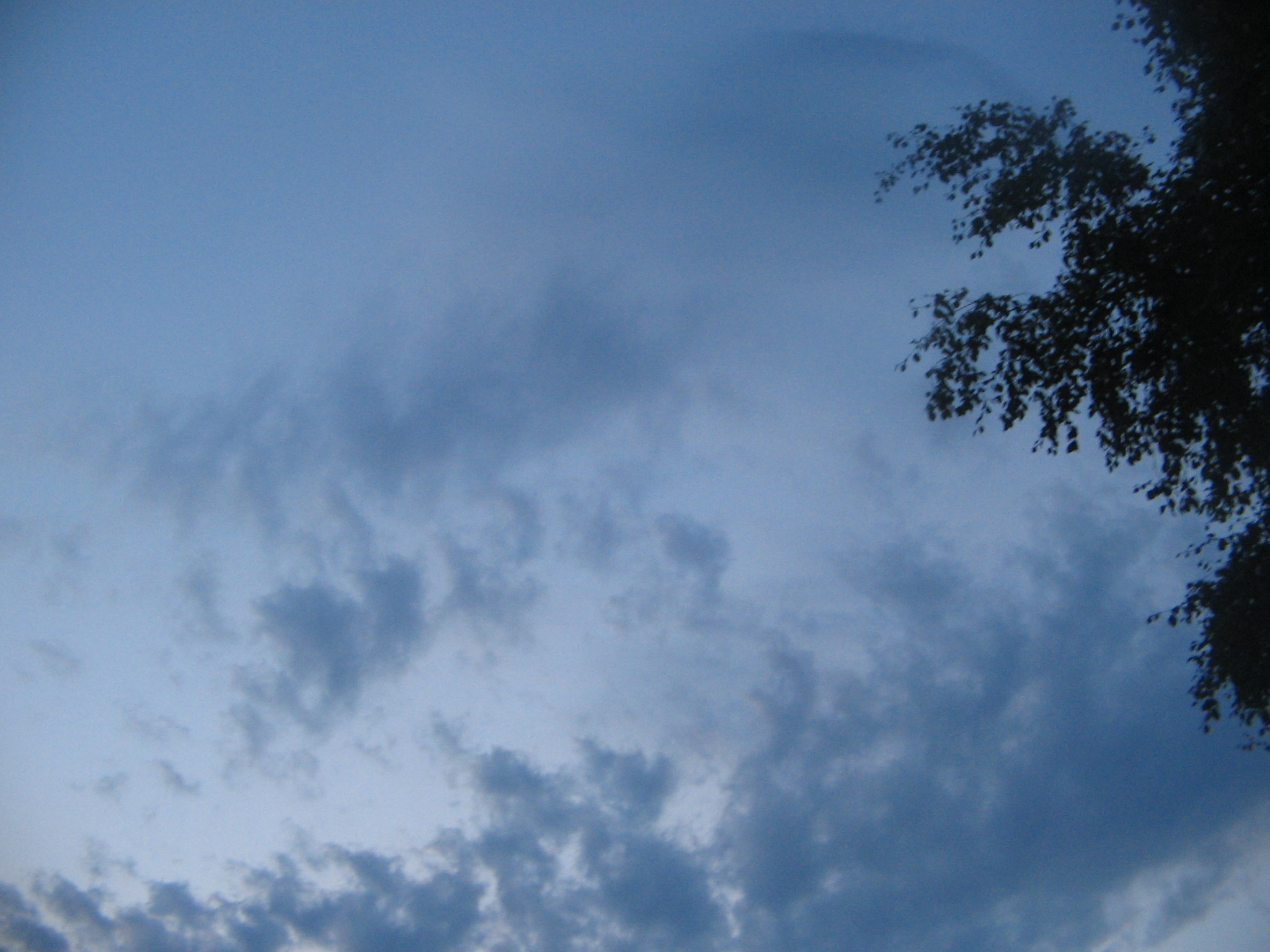
Stratocumulus castellanus
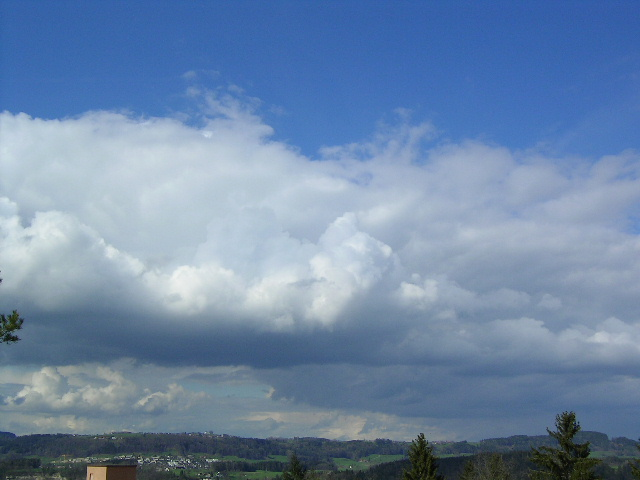
Stratocumulus castellanus cumulogenitus